# 大西大輔
大西 大輔（おおにし だいすけ、1977年8月22日 - ）は、日本のボールルームダンサーであり漫画家、イラストレーターである。

## 略歴
福岡県福岡市出身、埼玉県在住。
修猷館高等学校卒業。武蔵野美術大学在学中に競技ダンス部に所属、全日本学生競技ダンス連盟に所属し競技ダンスに打ち込む。
卒業後、2002年にターンプロ。日本ボールルームダンス連盟に加盟。同年、東京ボールルームアカデミーにて最優秀新人賞を受賞。日本ボールルームダンス連盟東部総局ラテンＡ級。2019年、競技を引退。
2005年、埼玉県鴻巣市に「オオニシダンススクール」を開校。2015年、埼玉県さいたま市に「FUTERE DANCE STUDIO」を開設。2016年6月5日、オオニシダンススクールが移転・リニューアルオープン。移転に伴い教室名が「STARS DANCE STUDIO　スターズダンススタジオ」へ変更された。
競技ダンサーとして活動しつつ、社交ダンスの普及活動にも尽力する。2014年からテレビ埼玉で放送開始されたボールルームスターズでは番組の立ち上げから、企画、演出を手がけ司会者、ダンサーとして出演。同年、社交ダンスのゆるキャラ、ステッピーをプロデュース。自らキャラクターデザインを手がけ、社交ダンス専門誌「月刊ダンスファン」（白夜書房）「ステッピーファンページ」で4コマ漫画を連載。2017年からは「月刊ダンスビュウ」で「月刊ステッピー」を連載。社交ダンスポータルサイト「おどりびより」ではイラストコラム「(ステッピーの）元チャンピオンに聞いてみた」を連載。2015年、舞台「DANCE WITH ME!!」で脚色演出。2017年、舞台「FOCUS」。2018年、舞台「FOCUS Another Sight」。2019年、舞台「I'm Here!」。2021年、舞台「イッツショータイム!!」2022年、「アップデート」。2024年「ナイトクラブの宇宙人」では脚本、演出を手掛けるなど活動は多岐に渡る。

## 戦歴・受賞
- 2002年

プロ転向
東京ボールルームダンスアカデミー最優秀新人賞受賞
- 2012年

神奈川ダンス選手権　優勝

2016年
関東甲信越ラテンダンス選手権　優勝

## テレビ出演
- 2014年~ テレビ埼玉「ボールルームスターズ」総合司会